# В'єнна (Вірджинія)
В'єнна (англ. Vienna) — місто (англ. town) в США, в окрузі Ферфакс штату Вірджинія. Населення — 16 473 особи (2020).

## Географія
В'єнна розташована за координатами 38°53′57″ пн. ш. 77°15′38″ зх. д. / 38.89917° пн. ш. 77.26056° зх. д. (38.899158, -77.260463).  За даними Бюро перепису населення США в 2010 році місто мало площу 11,43 км², з яких 11,41 км² — суходіл та 0,02 км² — водойми.

## Демографія
Згідно з переписом 2010 року, у місті мешкало 15 687 осіб у 5528 домогосподарствах у складі 4215 родин. Густота населення становила 1373 особи/км².  Було 5686 помешкань (498/км²).
Расовий склад населення:
| - 75,5 % — білих - 12,1 % — азіатів - 3,2 % — чорних або афроамериканців - 0,3 % — корінних американців - 5,3 % — осіб інших рас |

До двох чи більше рас належало 3,6 %. Частка іспаномовних становила 12,0 % від усіх жителів.
За віковим діапазоном населення розподілялося таким чином: 25,7 % — особи молодші 18 років, 61,1 % — особи у віці 18—64 років, 13,2 % — особи у віці 65 років та старші. Медіана віку мешканця становила 40,7 року. На 100 осіб жіночої статі у місті припадало 99,5 чоловіків;  на 100 жінок у віці від 18 років та старших — 97,1 чоловіків також старших 18 років.
Середній дохід на одне домашнє господарство  становив 170 503 долари США (медіана — 139 201), а середній дохід на одну сім'ю — 185 812 долари (медіана — 152 668). Медіана доходів становила 106 074 долари для чоловіків та 82 782 долари для жінок. За межею бідності перебувало 3,3 % осіб, у тому числі 2,9 % дітей у віці до 18 років та 2,9 % осіб у віці 65 років та старших.
Цивільне працевлаштоване населення становило 8623 особи. Основні галузі зайнятості: науковці, спеціалісти, менеджери — 25,5 %, освіта, охорона здоров'я та соціальна допомога — 18,1 %, публічна адміністрація — 11,7 %, роздрібна торгівля — 8,8 %.